# Villa Fallnichtein

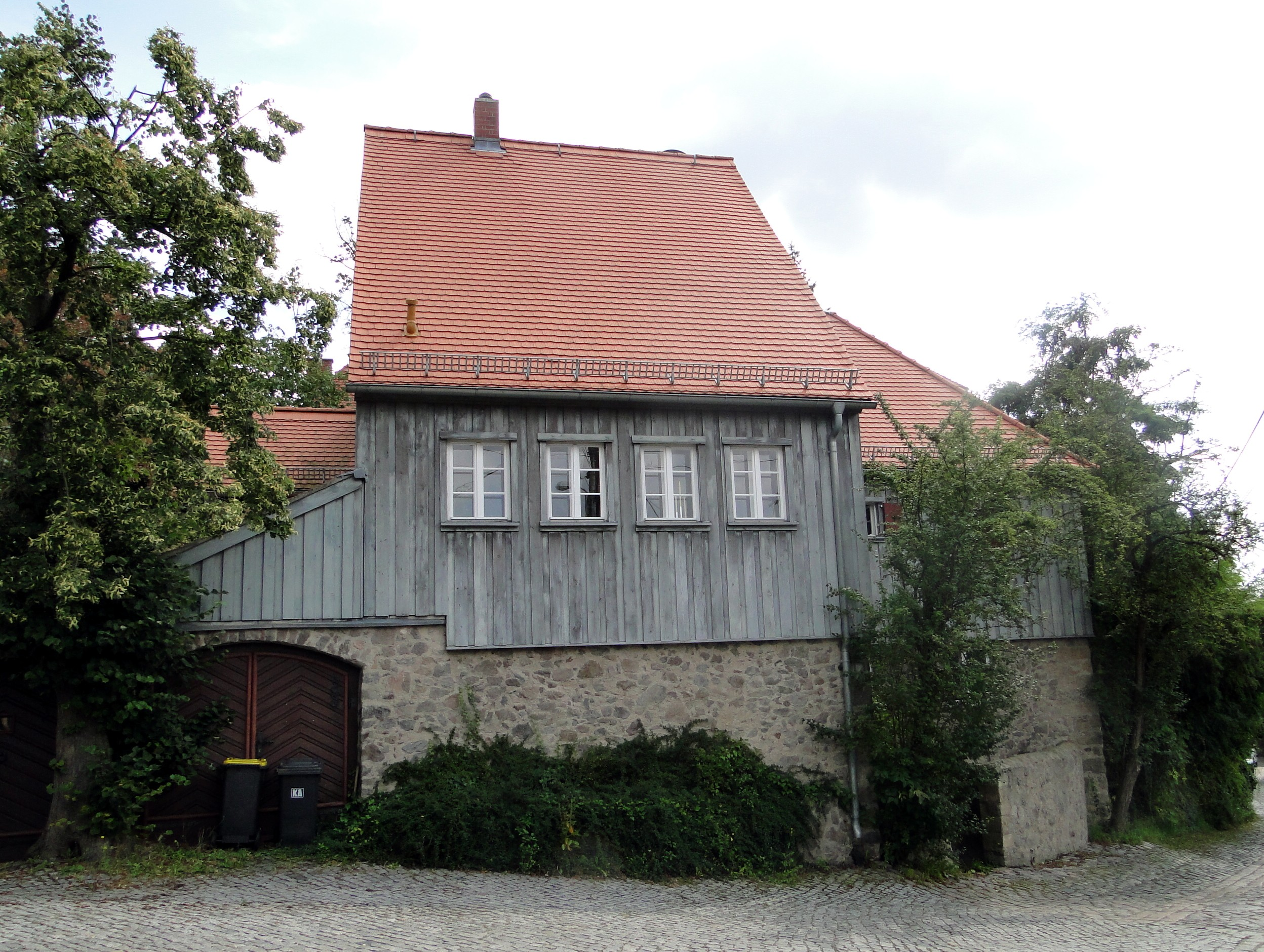
Die restaurierte Villa Fallnichtein 2009

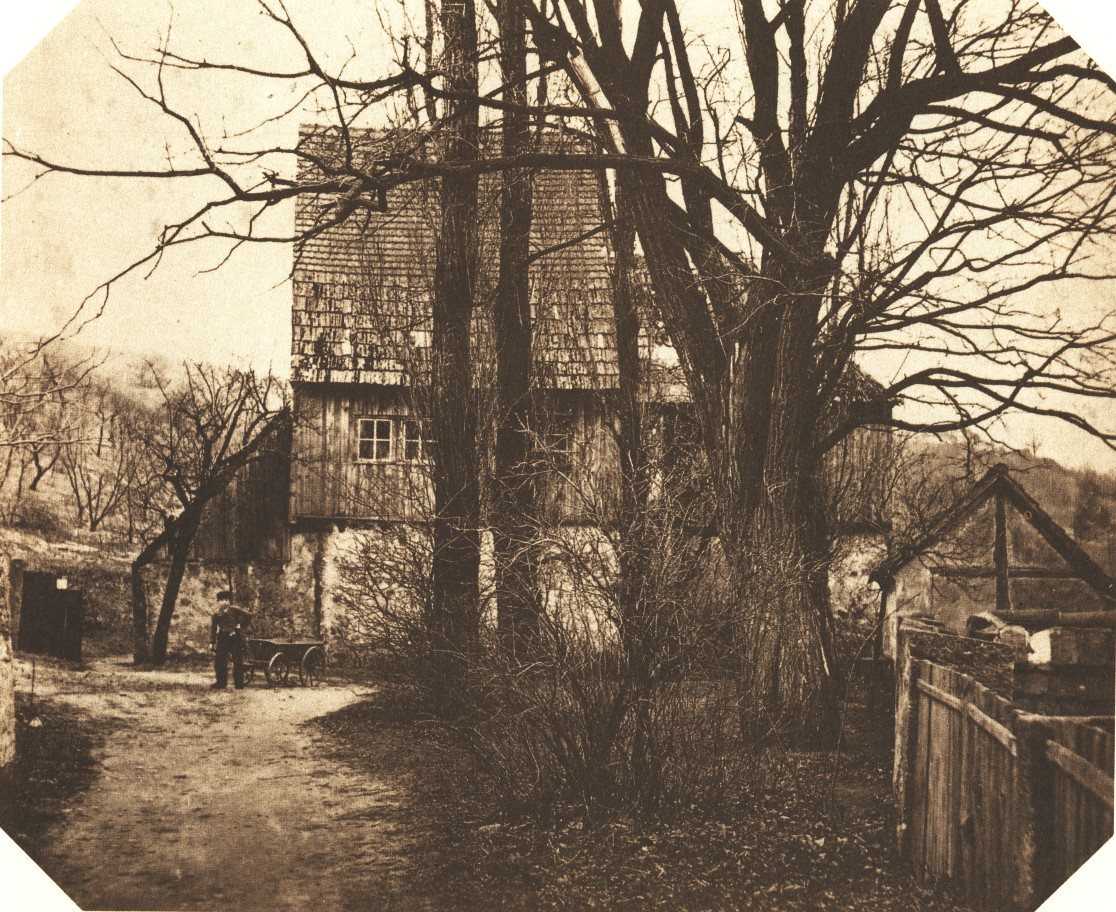
Die Villa Fallnichtein auf einer Fotografie von August Kotzsch um 1875

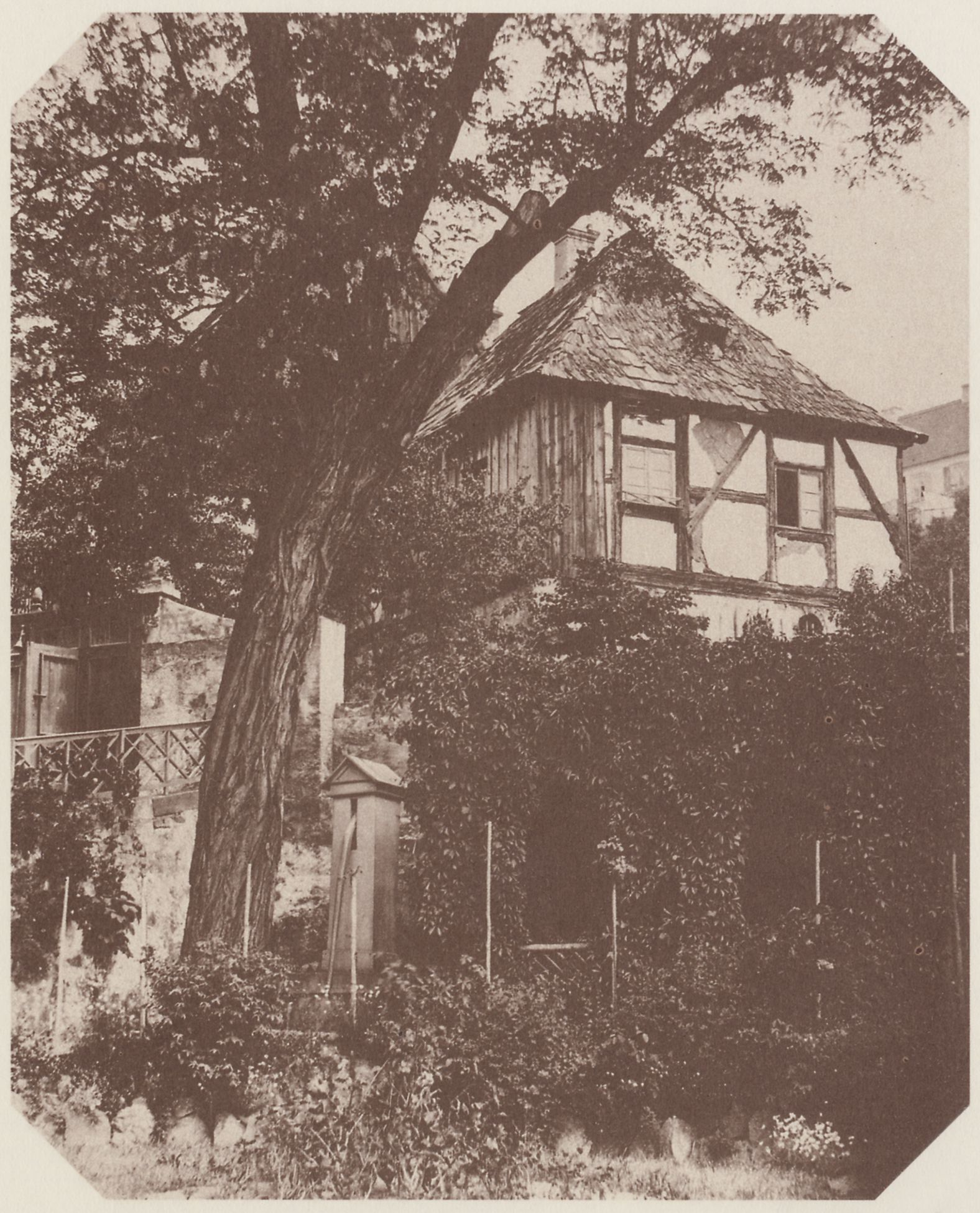
Die Villa Fallnichtein auf einer Fotografie von August Kotzsch

Die Villa Fallnichtein ist ein denkmalgeschütztes Gebäude auf der Robert-Diez-Straße 2 im Dresdner Stadtteil Loschwitz.

## Geschichte
Die Villa wurde um 1570 am Loschwitzer Weinberg errichtet und ist eines der ältesten Häuser des Stadtteils. Während das Erdgeschoss von Steinmauern umgeben ist, wurden die oberen Geschosse in Holz gebaut. Eine nicht mehr erhaltene Weinpresse zeigte, dass das Haus ursprünglich ein Winzerhaus war. 
Anfang des 19. Jahrhunderts war das Haus bereits so verfallen, dass es um 1820 den Spottnamen Villa Fallnichtein erhielt. Die Bezeichnung hat das Haus bis heute behalten, auch wenn neutrale Bezeichnungen existieren wie Alte Bergvilla oder Lehmanns Lob nach dem Besitzer Lehmanns Gottlob.
Im späten 19. Jahrhundert wurde das baufällige Gebäude von Künstlern entdeckt, die es wegen seiner romantischen Lage im Weinberg und seines ursprünglichen Charakters zeichneten. Der Loschwitzer Fotograf August Kotzsch verewigte die Villa Fallnichtein um 1870 in mehreren Fotografien. 
Die Villa ging im 20. Jahrhundert zunächst in den Besitz der Stadt Dresden über, die sie an den Handelsgerichtsrat Emil Preuß verkaufte. Der ließ 1937 erste Sanierungsmaßnahmen am Gebäude vornehmen und zum Beispiel die äußere Holztreppe des Hauses entfernen. Im Jahr 1998 erfolgte die grundlegende Sanierung der Villa. Seit 2005 wurde sie von einer Fagottwerkstatt genutzt, heute befindet sich darin eine Polsterei.